# Shūji Kondō
Pour les articles homonymes, voir Kondō.
Shūji Kondō (近藤修司, Kondō Shūji) est un catcheur japonais qui travaille à la All Japan Pro Wrestling. Avant d'entrer dans le catch, il a joué au rugby à XV.

## Carrière

### Toryumon/Dragon Gate (2001-2004)
Il devient heel et rejoint la Italian Connection, changeant son nom en Condotti Shuji. L'un des membres de la ItaCon est "brother" YASSHI.
En 2003, YASSHI et lui forment un groupe du nom de Hagure Gundam (Stray Army en anglais) avec d'autres membres de ItaCon Shogo Takagi et  Torou Owashi. Quand Hagure Gundam est rejoint par Masaaki Mochizuki. Le 31 décembre 2004, les 5 membres de Aagan Iisou - Kondo, YASSHI, Sugawara, Owashi, et Shogo - sont virés de la Dragon Gate.

### Dragondoor (2005-2006)
Kondo reconstruit un personnage heel à la dragondoor promotion. Les 5 membres de la Aagan Iisou sont alors débutants.

### All Japan Pro Wrestling (2005-2013)
Il rejoint la AJPW, où il est associé à "brother" YASSHI dans l'écurie Voodoo Murders et ils remportent les AJPW All Asia Tag Team Championship. The Voodoo Murderers s'attaquent à RO&D, mais deux des leurs D'Lo Brown et Buchanan rejoignent Voodoo Murderers. Kondo devient AJPW World Junior Heavyweight Champion après avoir remporté le titre face à Taka Michinoku. Le 17 février 2007, il perd le titre contre Katsuhiko Nakajima, mettant fin à 1 an et 4 mois de règne.
Le 3 novembre 2008, il perd contre Naomichi Marufuji et ne remporte pas le AJPW World Junior Heavyweight Championship dans un match qui a remporté le Best Bout Award (2008) de Tokyo Sports.
Le 14 mars 2009, lui et Suwama perdent contre Minoru Suzuki et Taiyō Kea et ne remportent pas les AJPW World Tag Team Championship.
En Avril 2010 associé à Hiroshi Yamato, il s'incline en finale du AJPW Junior Tag League (2010) face à Bushi et Super Crazy.
Lors de NJPW/AJPW/NOAH All Together, lui, Kaz Hayashi, Ricky Marvin et Tiger Mask perdent contre Bushi, Hiroshi Yamato, Kōta Ibushi et Taiji Ishimori. Le 5 novembre 2011, lui et Kaz Hayashi perdent contre Dark Cuervo et Dark Ozz et ne remportent pas les AJPW World Tag Team Championship.
Le 20 mars 2012, il perd contre Kenny Omega et ne remporte pas le AJPW World Junior Heavyweight Championship. Le 2 janvier 2013, il bat Hiroshi Yamato pour conserver le GHC Junior Heavyweight Championship et remporter le AJPW World Junior Heavyweight Championship pour la deuxième fois. Le 23 février, il perd le AJPW World Junior Heavyweight Championship contre Yoshinobu Kanemaru. Le 4 mars, il rejoint Suwama et Joe Doering en tant que membre du groupe Last Revolution. En Juin, il quitte la All Japan après que Nobuo Shiraishi est devenu le président de la fédération et le départ de Keiji Mutō de cette dernière. Lors de son dernier match à la fédération, lui et Kaz Hayashi perdent contre Burning (Atsushi Aoki et Kotarō Suzuki) et ne remportent pas les AJPW All Asia Tag Team Championship.

### El Dorado Wrestling (2006-2008)
Kondo rejoint le successeur de la dragondoor, El Dorado. Comme à dragondoor, Kondo construit une faction appelé Sukiyaki. Lui et son ami Naoki Tanizaki quittent brutalement El Dorado et rejoignent Dragon Gate, Kondo laisse tomber Sukiyaki. Après sa défaite face à Magnitude Kishiwada le 15 août 2008 il remporte la Greatest Golden League, Kondo annonce son départ pour El Dorado.

### Pro Wrestling NOAH (2006-2018)
Le 29 septembre 2012, il bat Yoshinobu Kanemaru et remporte le GHC Junior Heavyweight Championship. Le 9 décembre, il conserve son titre contre Kotarō Suzuki. Lors de Great Voyage 2013 In Osaka, il perd le titre contre Taiji Ishimori.

#### KONGOH (2022-2023)
Lors de Global Honored Crown, lui et Hajime Ohara battent Atsushi Kotoge et Seiki Yoshioka et remportent les GHC Junior Heavyweight Tag Team Championship.
Lors de NOAH The New Year 2024, lui, Daiki Inaba, Junta Miyawaki, Kaito Kiyomiya, Ryohei Oiwa et Shota Umino battent la House of Torture (Dick Togo, Evil, Ren Narita, Sho, Yoshinobu Kanemaru et Yujiro Takahashi) dans un Twelve Man Tag Team Elimination Match.

### Wrestle-1 (2013-2020)
Le 10 juillet 2013, il est annoncé à la Wrestle-1, la nouvelle fédération créée par Keiji Mutō,,. Lors du show inaugural du 8 septembre, lui et Kaz Hayashi perdent contre Daisuke Sekimoto et Yuji Okabayashi.
Dans le cadre d'une relation de travail entre la Wrestle-1 et la TNA, ils obtiennent une chance pour les TNA World Tag Team Championship en battant le 15 février 2014, Desperado (Kazma Sakamoto et Masayuki Kōno). Lors de Wrestle-1 's Kaisen: Outbreak, ils perdent contre The BroMans (Jessie Godderz et Robbie E) dans un Three-Way Tag Team Match qui comprenait également The Wolves (Davey Richards et Eddie Edwards) et ne remportent pas les TNA World Tag Team Championship. Le 22 septembre, il bat Kaz Hayashi dans le premier tour du Wrestle-1 Championship tournament. Le lendemain, il bat Hiroshi Yamato dans le second tour. Le 8 octobre, il perd en demi-finale du tournoi contre Kai. Grâce à la relation entre la Wrestle-1 et la Pro Wrestling Zero1, lui et Seiki Yoshioka battent “brother” YASSHI et Takuya Sugawara et remportent les NWA International Lightweight Tag Team Championship. Il participe ensuite au Tag League Greatest 2014 avec Kaz Hayashi, ou ils remportent trois matchs pour une défaites, avançant jusqu'au demi finales. Le 30 novembre, ils battent Kai et Ryota Hama en demi - finale puis Akira et Manabu Soya en finale pour remporter le tournoi et devenir les premiers Wrestle-1 Tag Team Champions.
Le 1er mars, 2015, lui et Seiki Yoshioka perdent leur titres contre “brother” YASSHI et Takuya Sugawara. Le 18 juin, il perd contre Hideki Suzuki et ne remporte pas le Wrestle-1 Championship. Le 12 juillet, lui et Kaz Hayashi perdent leur titres contre Jun Kasai et Manabu Soya. Le 9 octobre, il trahi Kaz Hayashi et forme un nouveau groupe avec Masayuki Kōno, Hiroki Murase et Shotaro Ashino. Le 31 octobre, le groupe a été nommé TriggeR. Le 27 novembre, lui et Masayuki Kōno battent Jun Kasai et  Manabu Soya et remportent les Wrestle-1 Tag Team Championship.
Le 6 mars 2016, ils perdent les titres contre Real Desperado (Kazma Sakamoto et Yuji Hino). Le 13 mars, il perd contre Yuji Hino et ne remporte pas le Wrestle-1 Championship,. Le 1er juillet, lui et “brother” YASSHI perdent contre Yasufumi Nakanoue et Yuji Okabayashi et ne remportent pas les Wrestle-1 Tag Team Championship. Le 9 décembre, lui, Jun Kasai et Nosawa Rongai battent Andy Wu, Daiki Inaba et Seiki Yoshioka et remportent les UWA World Trios Championship.
Le 9 avril, lui, Kaz Hayashi et Masayuki Kōno battent New Era (Daiki Inaba, Kohei Fujimura et Yusuke Kodama) et remportent les UWA World Trios Championship. Le 16 avril, ils perdent les titres contre New Era (Andy Wu, Koji Doi et Kumagoro). Le 19 avril, il perd contre Shotaro Ashino et ne remporte pas le Wrestle-1 Championship. Le 6 mai, lui, Kaz Hayashi et Manabu Soya battent New Era (Andy Wu, Koji Doi et Kumagoro) et remportent les UWA World Trios Championship.

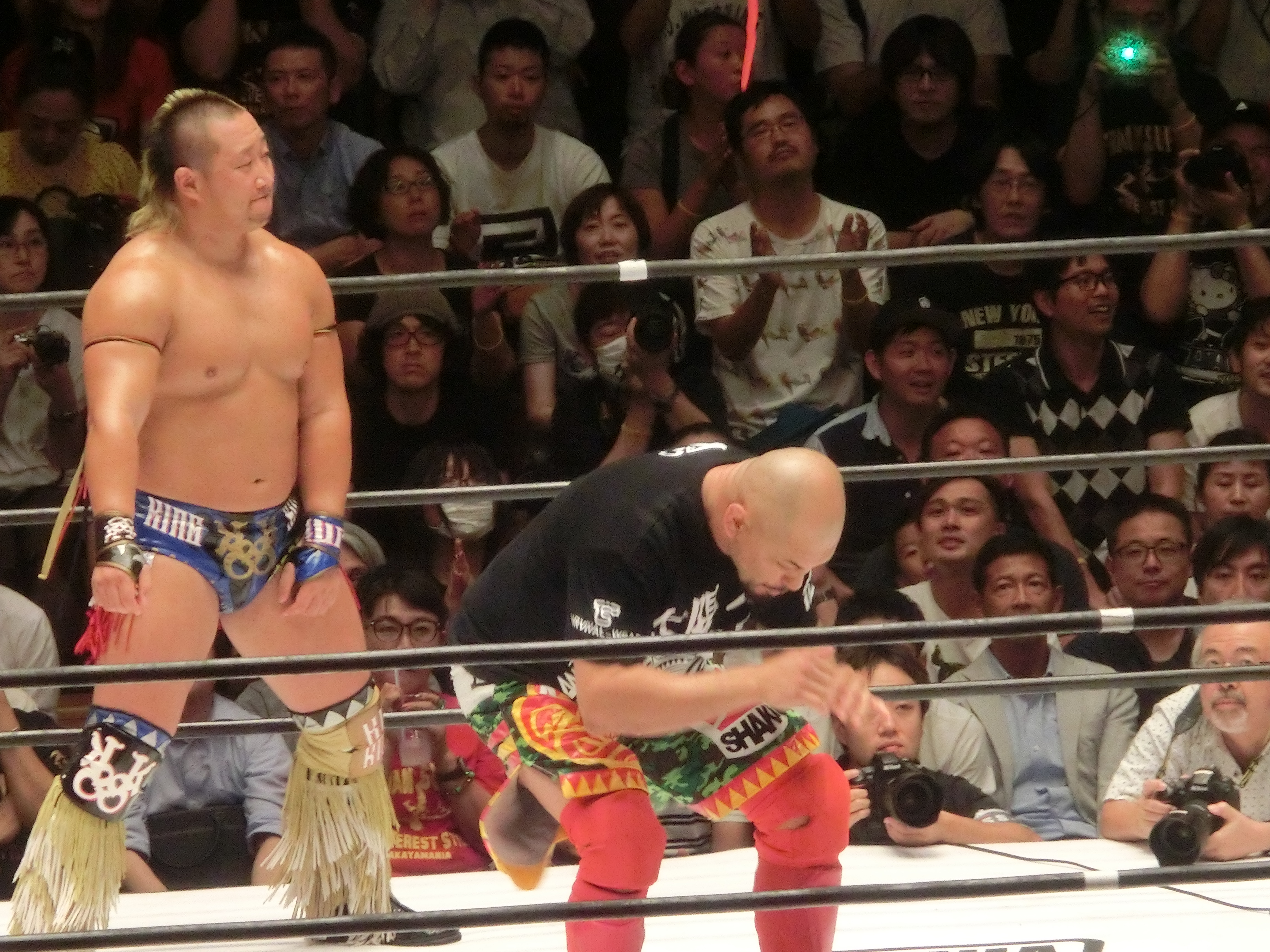
Kondō (à gauche) avec Taiyō Kea (à droite) en 2018.

Il forme ensuite une équipe avec Koji Doi, les amenant à battre Jiro Kuroshio et Masato Tanaka pour remporter les Wrestle-1 Tag Team Championship. Le 2 septembre, ils conservent les titres contre Strong Hearts (El Lindaman et T-Hawk).
Le 3 avril 2019, il bat Kuma Arashi et devient Challenger N°1 pour le Championnat De La Wrestle-1. Le 11 juin, lui et Seigo Tachibana battent Masayuki Kōno et Alejandro  et remportent les Wrestle-1 Tag Team Championship.

### Retour à la All Japan Pro Wrestling (2018)
Le 22 septembre, il bat Koji Iwamoto et remporte le AJPW World Junior Heavyweight Championship pour la troisième fois.

### Retour à la Dragon Gate (2019-...)
Le 4 juillet, il est révélé comme le coéquipier mystére de Masato Yoshino et Naruki Doi et ensemble ils battent R.E.D (Eita, H.Y.O et Takashi Yoshida).
Lors de Final Gate 2022, lui, Toru Owashi et Naruki Doi perdent contre Z-Brats (Kai, Shun Skywalker et ISHIN) et ne remportent pas les Open the Triangle Gate Championship.

## Caractéristiques
- Prises de finition
  - Gorilla Clutch (cloverleaf inversé, quelquefois avec un bodyscissors)
  - King Kong Lariat (Running lariat)
- Mouvements favoris
  - Cat's Cradle (Boston crab)
  - Crucifix powerbomb
  - Hurricane Mixer
  - Lanzarse
  - Military press (piledriver renversé)
  - Moonsault
  - Original (Gorilla press powerslam)
  - Original II (Standing iconoclasm)
  - Release German suplex
  - Suplex powerslam
  - Whale Hunt (Half nelson lifted and dropped into a bridging Olympic slam)
  - Over the Shoulder Cutter/Facebuster.

- Équipes et clans
  - KONGOH (2022-...)

## Palmarès et accomplissements
- All Japan Pro Wrestling
  - 1 fois AJPW All Asia Tag Team Championship avec "brother" YASSHI
  - 3 fois AJPW World Junior Heavyweight Championship
  - Junior Tag League (2012) avec Kaz Hayashi
  - Jr. Battle of Glory (2009, 2018)
- Dragon Gate
  - 1 fois Open the Twin Gate Championship avec Kenoh

- El Dorado Wrestling
  - TREASURE HUNTERS Tag Tournament (2006) avec Dick Togo
  - Greatest Golden League (2008)

- Power Slam
  - PS 50 : 2006/14

- Toryumon
  - 1 fois British Commonwealth Junior Heavyweight Championship

- Pro Wrestling BASARA
  - 1 fois UWA World Trios Championship avec Touru Owashi et Takuya Sugawara (actuel)

- Pro Wrestling NOAH
  - 1 fois GHC Junior Heavyweight Championship
  - 1 fois GHC Junior Heavyweight Tag Team Championship avec Hajime Ohara

- Pro Wrestling Zero1
  - 1 fois NWA International Lightweight Tag Team Championship avec Seiki Yoshioka

- Universal Wrestling Association
  - 2 fois UWA World Trios Championship avec Milano Collection A.T. et YOSSINO (1) et Touru Owashi et "brother" YASSHI (1)

- Wrestle-1
  - 3 fois UWA World Trios Championship avec Jun Kasai et Nosawa Rongai (1), Kaz Hayashi et Masayuki Kōno (1) et Kaz Hayashi et Manabu Soya (1)
  - 5 fois Wrestle-1 Tag Team Championship avec Kaz Hayashi (2), Masayuki Kōno (1), Koji Doi (1) et Seigo Tachibana (1)
  - Tag League Greatest (2014) avec Kaz Hayashi
  - Wrestle-1 Tag League (2018) avec Koji Doi

## Récompenses des magazines
- Pro Wrestling Illustrated

| Année | 2006 | 2007 | 2008 à 2012 | 2013 | 2014       | 2015 |
| ----- | ---- | ---- | ----------- | ---- | ---------- | ---- |
| Rang  | 352  | 225  | Non classé  | 236  | Non classé | 290  |